# Hôtel de Gargan

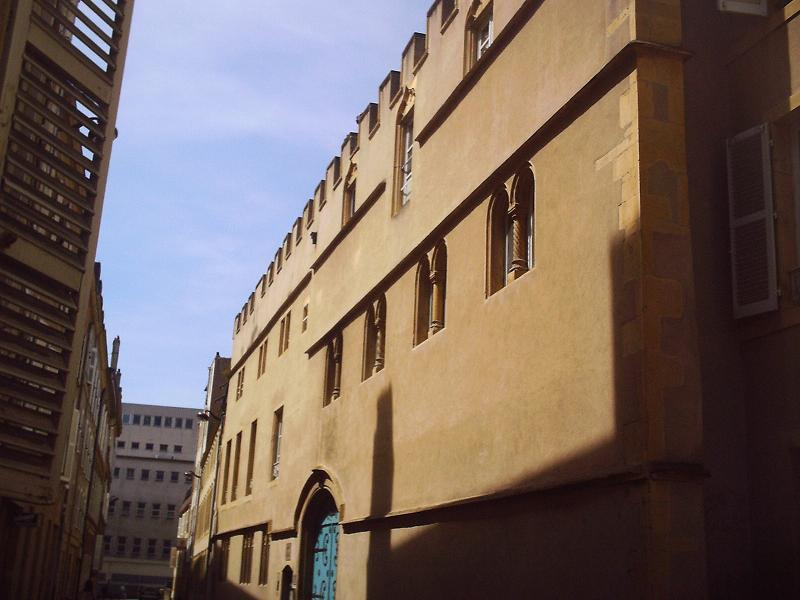
Hôtel de Gargan

Das Hôtel de Gargan ist ein historischer Gebäudekomplex in Metz. Er wurde im 15. Jahrhundert errichtet, am Übergang der Spätgotik in die Renaissance.

## Nutzung
Das Ensemble wurde als Stadthaus des 15. Jahrhunderts für wohlhabende Angehörige von Adel und Klerus errichtet. Es musste zwei grundlegende Funktionen erfüllen: die Repräsentation innerhalb des öffentlichen Lebens der Gesellschaft und den Rückzug der Mitglieder der Familie des Hauses. Die Familie Gargan stammte ursprünglich aus Thionville.
Die Gebäude beherbergen ein Ballhaus aus dem 17. Jahrhundert, in dem das Jeu de Paume, ein Vorläufer des Tennis, gespielt wurde, sowie ein Theater, das über die Eröffnung des „Hôtel des Spectacles“ am „Place de la Comédie“ im Jahr 1752 weiter als Theater der Stadt Metz genutzt wurde. Der Spielbetrieb wurde in allen Genres bis 1799 weitergeführt. Im Zuge der französischen Revolution wurde das Theater durch die Munizipalität geschlossen und die Gebäude wurden verkauft.

## Architektur

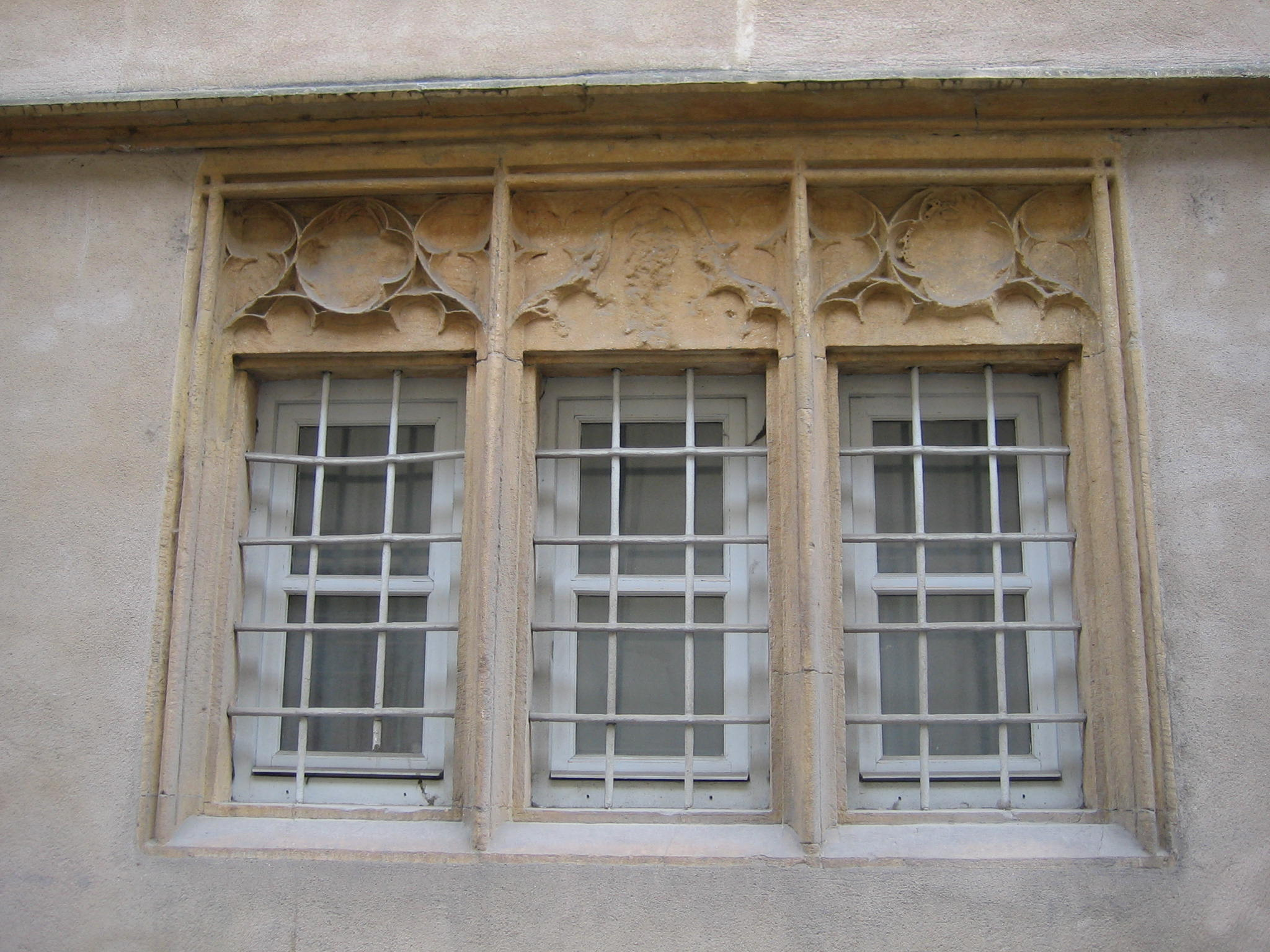
Fenster

Man kann einen deutlichen Einfluss der italienischen Gotik erkennen, die auf den Einfluss italienischer Bankiers im Metz des 13. Jahrhunderts zurückgeht. Das niedrige Dach und die krenelierte Mauer, die das Dach verbirgt, sind hierfür typisch. Die Brüstungen der Fenster stammen aus dem sogenannten „spätgotischen Barock“, der Periode ab 1500, in der erste Elemente der (Italienischen) Renaissance europaweit zu finden sind und die straffere, fast noch schematische Darstellungsformen und strengere Gestik der Gotik ablösen. Einige Änderungen wurden nachträglich gemacht, links, über einem Fenster ist ein Datum bezeichnet: 1578.

## Lage
Das Hôtel de Gargan befindet sich en Nexirue. Nexirue kommt aus dem Lateinischen und bedeutet „töten“. Dies verweist darauf hin, dass sich in dieser Straße im Mittelalter eine öffentliche Hinrichtungsstätte befand.
Das Ensemble ist seit 3. Oktober 1929 als Monument historique geschützt.